# Brachythecium salebrosum
Brachythecium salebrosum là một loài Rêu trong họ Brachytheciaceae. Loài này được (Hoffm. ex F. Weber & D. Mohr) Schimp. mô tả khoa học đầu tiên năm 1853.

## Hình ảnh

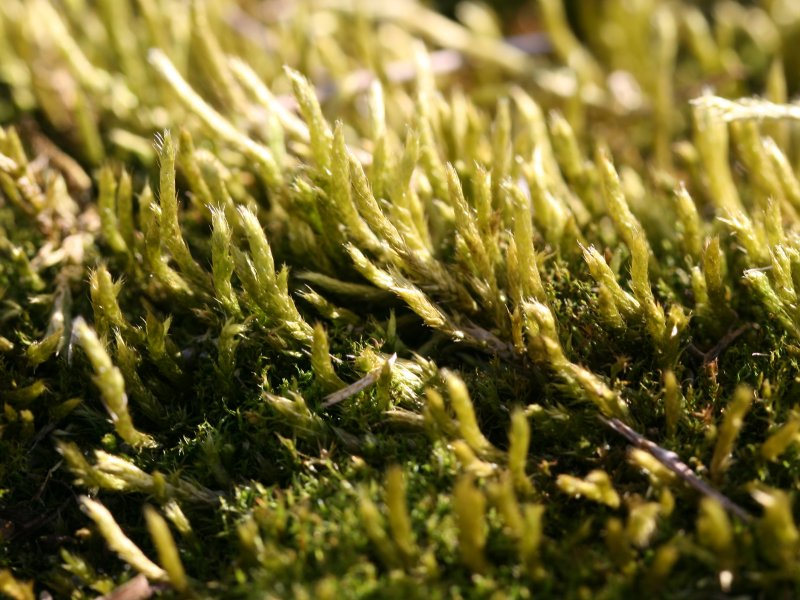